# Лебейчук Руслан Володимирович
Русла́н Володи́мирович Лебейчу́к  — старшина Збройних сил України.

## Життєпис
В мирний час проживає у селі Потереба. В часі війни — навідник танкової гармати, 3-й окремий танковий батальйон «Звіробій» — 169-й навчальний центр Сухопутних військ. Брав участь у боях за шахту Бутівську.
6 лютого 2015-го був в екіпажі танка, що потрапив у засідку під ДАПом, Лебейчук та Руслан Степовий встигли відповзти на кільки сотень метрів, коли здетонували набої. Тоді поліг старшина Олександр Олійник при намаганні врятувати якого загинув лейтенант Петро Шемчук.

## Нагороди
За особисту мужність, сумлінне та бездоганне служіння Українському народові, зразкове виконання військового обов'язку відзначений — нагороджений
- орденом «За мужність» III ступеня (3.11.2015).